# Gare d’Einvaux
Gare d’Einvaux vasútállomás Franciaországban, Einvaux településen.

## Vasútvonalak
Az állomást az alábbi vasútvonalak érintik:
- Blainville-Damelevières–Lure-vasútvonal

## Kapcsolódó állomások
A vasútállomáshoz az alábbi állomások vannak a legközelebb:
- Gare de Blainville - Damelevières
- Gare de Bayon